# Kōta Ogi
Kōta Ogi (japanisch 荻 晃太 Ogi Kōta; * 5. Mai 1983 in der Präfektur Gifu) ist ein ehemaliger japanischer Fußballspieler.

## Karriere
Ogi erlernte das Fußballspielen in der Schulmannschaft der Gifu Technical High School. Seinen ersten Vertrag unterschrieb er 2002 bei Vissel Kobe. Der Verein spielte in der höchsten Liga des Landes, der J1 League. Am Ende der Saison 2005 stieg der Verein in die J2 League ab. Am Ende der Saison 2006 stieg der Verein wieder in die J1 League auf. Für den Verein absolvierte er 46 Ligaspiele. 2007 wechselte er zum Ligakonkurrenten Omiya Ardija. 2008 wechselte er zum Ligakonkurrenten FC Tokyo. 2009 wechselte er zum Zweitligisten Ventforet Kofu. 2010 wurde er mit dem Verein Vizemeister der J2 League und stieg in die J1 League auf. Am Ende der Saison 2011 stieg der Verein in die J2 League ab. 2012 wurde er mit dem Verein Meister der J2 League und stieg wieder in die J1 League auf. Für den Verein absolvierte er 188 Ligaspiele. 2016 wechselte er zum Ligakonkurrenten Nagoya Grampus. Am Ende der Saison 2016 stieg der Verein in die J2 League ab. 2018 wechselte er zum Erstligisten Vissel Kobe. Ende 2019 beendete er seine Karriere als Fußballspieler.